# Victor Holmgren
Victor Holmgren, född 10 maj 1882 i Stockholm, död 31 december 1957 i Uppsala, var en svensk ingenjör, verksam som arkitekt i Uppsala. 
Han tillgodogjorde sig kunskaper om arkitektyrket genom att praktisera som lärling och sedermera assistent hos den i Stockholm och Uppsala verksamma arkitekten Ture Stenberg. Efter tio år blev han kompanjon och övertog rörelsen efter Stenbergs bortgång.

## Projekt i urval
- Zoologen, Uppsala, med T. Stenberg 1909
- Almqvist & Wiksells kvarteret Kaniken på Västra Ågatan (rivet), Uppsala 1910-1914
- Sparbankshuset i Norrtälje, med T. Stenberg 1913
- Saltsjöbadens Samskola, med T. Stenberg, 1915
- Ett flertal villor i Kåbo, Uppsala 1920-talet.
- Musicum, Observatorieparken, Uppsala 1928.
- Gillbergska barnhemmet, kv Tyr 5, Sysslomansgatan 37-39, Uppsala 1926.
- Det röda hörnhuset i 20-talsklassicism vid Celsiustorget i Uppsala.
- Hantverksföreningens borg (Slottsbiografen) vid nedre slottsgatan i Uppsala.
- Köpmangatan 1B, Västerås, ombyggnad 1918.
- Betes- och vallföreningens institutionsbyggnad, Uppsala
- Akademiska sjukhusets sjuksköterskehem
- Sparbankshuset i Norrtälje

## Bildgalleri

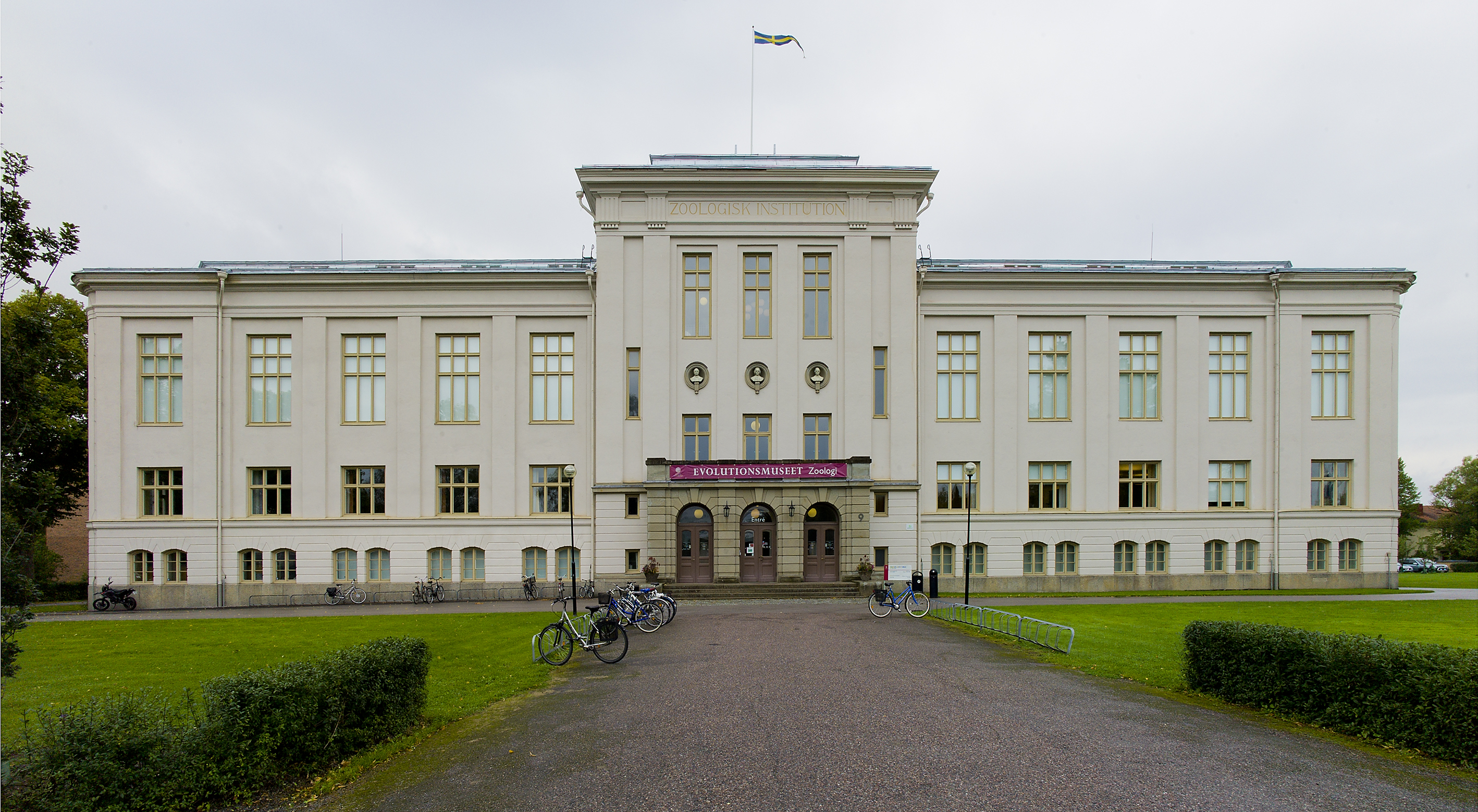
Zoologen
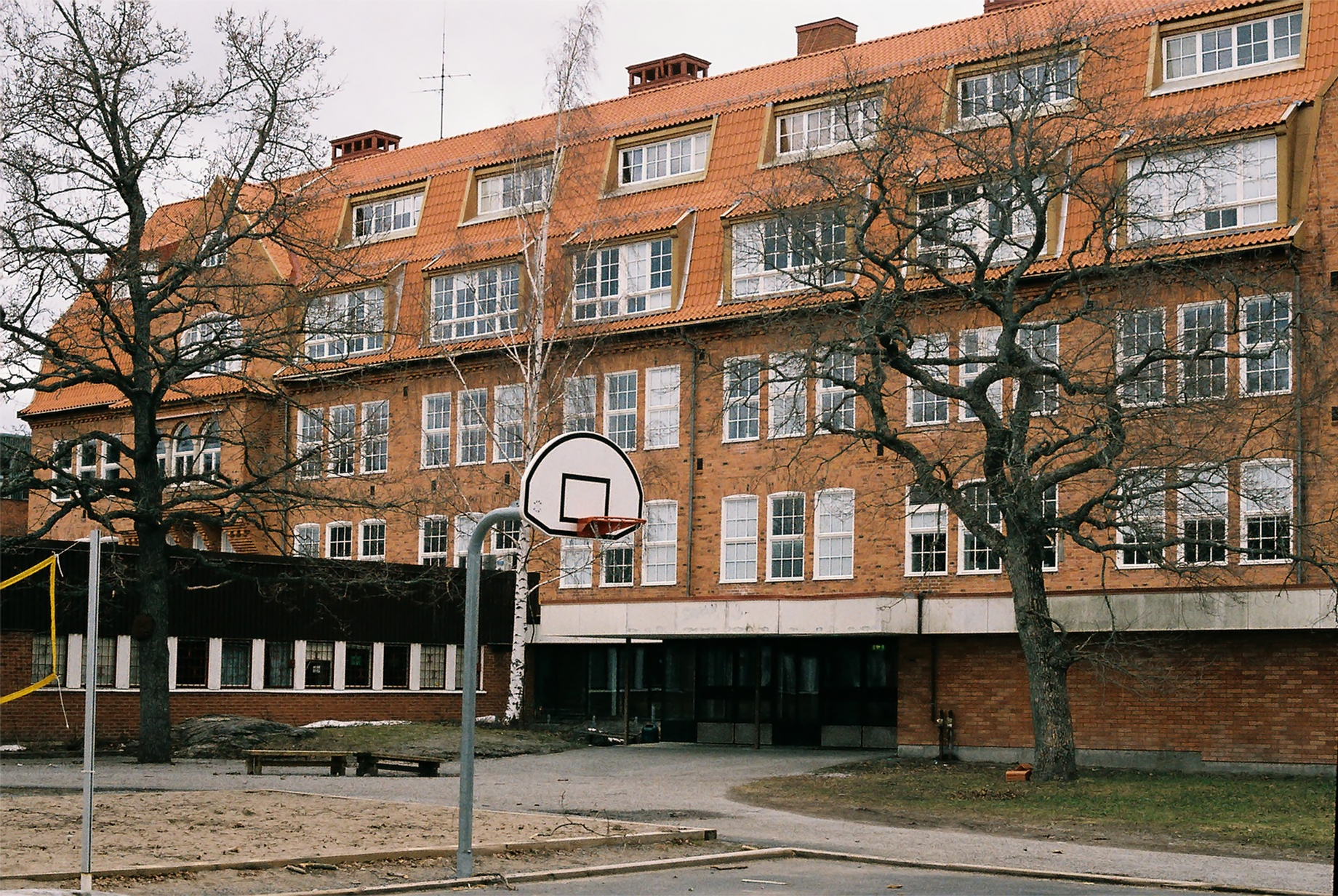
Saltsjöbadens samskola
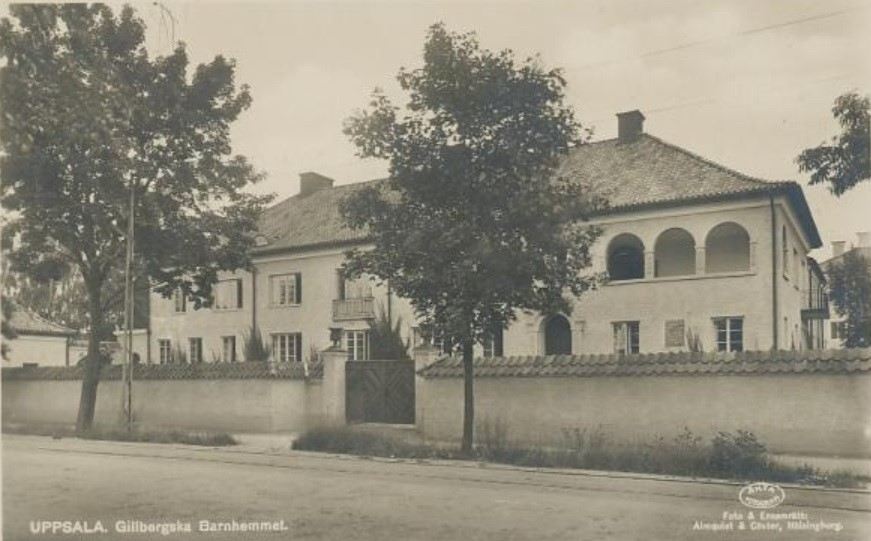
Gillbergska barnhemmet
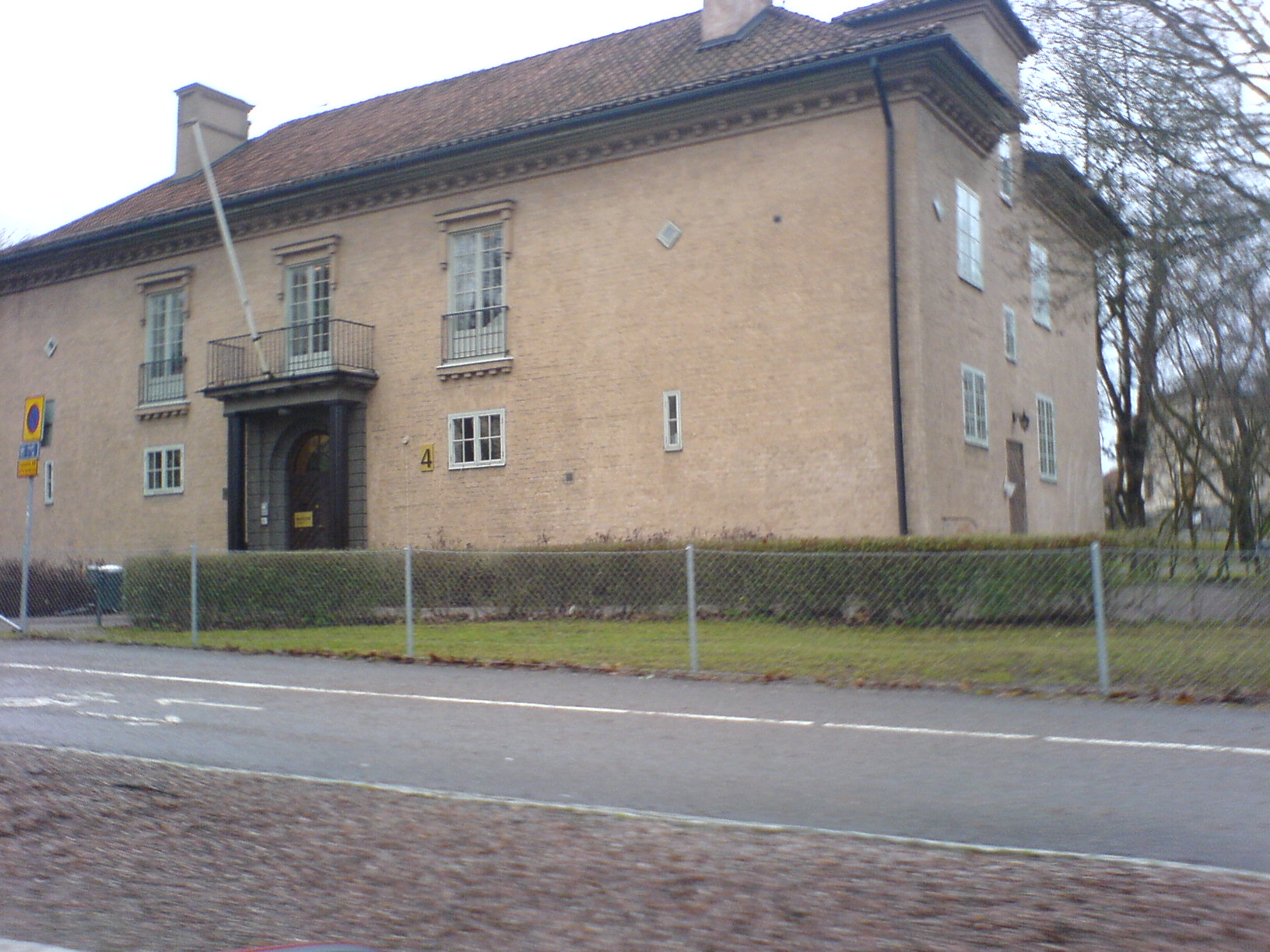
Musicum
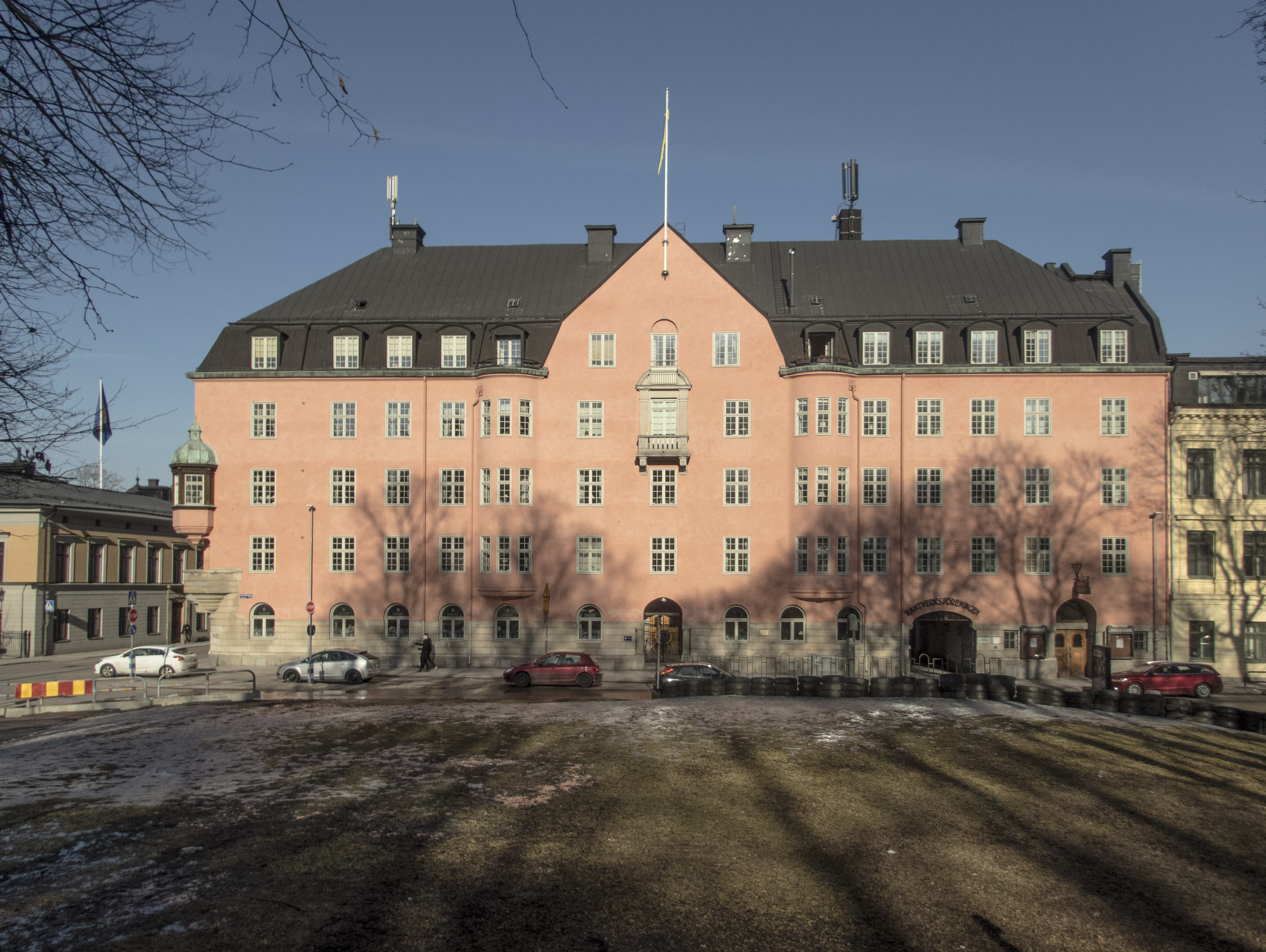
Hantverksföreningens hus